# Jiří Beneš (dramaturg)
Jiří Beneš (24. září 1928 Komárno – 23. srpna 2020 Brno) byl český violista, moderátor, hudební dramaturg, muzikolog a hudební publicista.

## Život
Narodil se 24. září 1928 v Komárně. V roce 1947[zdroj⁠?!] maturoval na gymnáziu v Kroměříži[zdroj⁠?!]; během studia docházel do soukromých hodin hry na housle a veřejně hrál ve studentském souboru školy[zdroj⁠?!]. Vystudoval hru na violu na brněnské konzervatoři a poté v roce 1958 na Hudební fakultě Janáčkovy akademie múzických umění (JAMU) v Brně; absolvoval také studium hudební vědy na Filozofické fakultě Masarykovy univerzity v Brně.
Zprvu pět let působil v Symfonickém orchestru kraje Brněnského. Od založení Státní filharmonie Brno v roce 1956 pak byl jejím členem a jako violista hrál při jejím premiérovém koncertě v témže roce na Stadionu (ještě během svého vysokoškolského studia). Později u filharmonie působil i jako moderátor a redaktor, autor průvodních slov. Od roku 1992 byl jejím dramaturgem. Od 60. let 20. století byl také členem Moravského kvarteta, s nímž získal řadu ocenění doma i v zahraničí.
Jako hudební publicista psal kritiky i odborné články, připravoval rozhlasové pořady, vystupoval v televizních pořadech.
Byl dramaturgem řady hudebních festivalů, z nichž některé i spoluzakládal. Mezi nimi byly např. Moravský podzim (1993–2008), Concentus Moraviae, MHF Špilberk a další.
Pedagogicky působil na brněnské konzervatoři, Hudební fakultě JAMU i Masarykově univerzitě.
Zemřel ve 91 letech dne 23. srpna 2020.

## Ocenění
Některá z ocenění Jiřího Beneše:
- 1965 Premio Quartetto Italiano[3]
- 1978 Smetanova medaile[3]
- 1988 Premio ´900 Musicale Europeo (Neapol)[3]
- 2002 Cena České hudební rady[1][3]
- 2006 čestný člen Filharmonie Brno 2006[3]
- 2010 Cena města Brna[1][3][14]